# La Terre au ventre
Pour les articles homonymes, voir ventre (homonymie).
Pour plus de détails, voir Fiche technique et Distribution.
La Terre au ventre est un film français réalisé par Tony Gatlif, sorti en 1979.

## Fiche technique
- Titre français : La Terre au ventre
- Réalisation : Tony Gatlif
- Scénario : Tony Gatlif
- Photographie : Charlet Recors
- Montage : Sophie Tatischeff
- Pays d'origine :  France
- Genre : Drame
- Durée : 90 minutes (1 h 30)
- Date de sortie : 21 février 1979

## Distribution
- Betty Berr : Angèle
- Anne Haybel : Odette
- Marie Kéruzoré : Pierrette
- Marie-Hélène Rudel : Marinette
- Elisabeth Kaza : La mère
- Robert Nogaret : Mr. Rougerie
- Maryline Even : Babette
- Tony Gatlif : Le F.L.N.